# Deutscher Bühnenverein

Logo

Der Deutsche Bühnenverein (DBV) ist der Bundesverband der öffentlichen und privaten Träger der deutschen Theater und Orchester. Der eingetragene Verein mit Sitz in Köln gliedert sich in acht Landesverbände, er ist Mitglied der Performing Arts Employers Associations League Europe (PEARLE*). Vom 24. Januar 2017 war Ulrich Khuon Präsident des DBV, der am 21. November 2020 von Carsten Brosda abgelöst wurde; geschäftsführender Direktor war von Januar 2017 bis Ende 2021 Marc Grandmontagne, am 1. Januar 2022 hat Claudia Schmitz diese Funktion übernommen.

## Aufgaben
Der DBV nimmt die Interessen seiner 430 Mitglieder (Stadt- und Staatstheater einschließlich der Opernhäuser, Privat- und Landesbühnen sowie Rundfunkgesellschaften) in politischer und arbeitsrechtlicher Hinsicht wahr und wird darüber hinaus auch beratend tätig – so veranstaltet er etwa regelmäßig Symposien und Fortbildungen, die dem Erfahrungsaustausch zwischen den Mitgliedern dienen sollen. Als Arbeitgeberorganisation ist er Tarifpartner der Bühnengewerkschaften (Genossenschaft Deutscher Bühnen-Angehöriger, Deutsche Orchestervereinigung usw.), mit denen er auch die Bühnenschiedsgerichtsbarkeit trägt. In Resolutionen und Stellungnahmen hat sich der DBV vor allem in den vergangenen Jahren immer wieder gegen die Schließung von Kultureinrichtungen ausgesprochen und für den Erhalt der deutschen Theaterlandschaft plädiert. Er ist zudem Herausgeber des ältesten deutschen Theatermagazins, Die Deutsche Bühne. Jährlich erscheint auch je eine Theater- und Werkstatistik (Wer spielte was?). Seit 2006 wird vom Bühnenverein, von der Kulturstiftung der Länder, der Deutschen Akademie der Darstellenden Künste sowie vom jeweiligen Bundesland, in der die Verleihung stattfindet, der Deutsche Theaterpreis DER FAUST verliehen.

## Organisation
Auf Bundesebene gliedert sich der DBV in sechs Gruppen, welche die Einzelinteressen bestimmter Mitglieder vertreten (Landesbühnen-, Stadttheater-, Staatstheater-, Privattheater- und Intendantengruppe, daneben auch eine Gruppe für außerordentliche Mitglieder wie etwa Rundfunkgesellschaften). Diese bilden die Mitgliederversammlung und stellen mit ihren Vorsitzenden je ein Präsidiumsmitglied.
Die jährlich stattfindende Hauptversammlung wählt den Tarifausschuss, dem acht Intendanten als Berater beigeordnet sind. (Der Tarifausschuss führt die Tarifverhandlungen mit den Bühnengewerkschaften.) Außerdem bestimmt die Hauptversammlung 25 Mitglieder des Verwaltungsrates, dem auch die Vorsitzenden der acht Landesverbände (Nord, Ost, Mitte, Baden-Württemberg, Berlin, Bayern, Sachsen und Thüringen) ebenso wie das Präsidium angehören. Der Verwaltungsrat ist zuständig für Fragen der Vereinsorganisation; der Vorstand, welcher die laufenden Geschäfte des DBV führt, wird von ihm gewählt.

## Geschichte

36. Hauptversammlung in Stuttgart (1907)

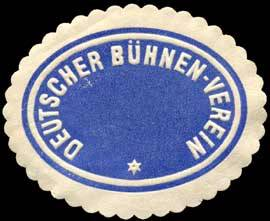
Siegelmarke Deutscher Bühnen-Verein

Der DBV wurde 1846 in Oldenburg gegründet, sein erster Vorsitzender war Karl Theodor von Küstner, der damalige Generalintendant der Königlich-Preußischen Schauspiele. Die Nachfolge als Vorsitzender trat 1853 Ferdinand von Gall an, der zusammen mit Küstner maßgeblichen Anteil an der Gründung des Bühnenvereins hatte. Ziel der Gründung war zunächst die einheitliche Regelung der Arbeitsverhältnisse an den deutschen Hof- und Stadttheatern. Die Intendanten wollten damit den häufig vorkommenden Vertragsbrüchen auf Künstlerseite vorbeugen.
Zusammen mit der 1871 gegründeten Genossenschaft Deutscher Bühnen-Angehöriger (GDBA) vereinbarte der DBV 1873 den ersten Tarifvertrag für Theater, in der Folgezeit konnte auch die Bühnenschiedsgerichtsbarkeit etabliert werden, so dass paritätisch besetzte Schiedsgerichte entstanden, welche in arbeitsrechtlichen Streitfragen tätig wurden. Während der Verein in der Weimarer Republik stark an Mitgliedern gewann, traf ihn 1933 die Gleichschaltung der Nationalsozialisten: Durch das so genannte Reichskulturkammergesetz wurde er in die Reichstheaterkammer integriert und in der Folge aufgelöst.
Nach dem Zweiten Weltkrieg gründeten sich zunächst (ab 1946) einzelne Landesverbände, ehe 1948 der DBV auch wieder seine Tätigkeit aufnehmen konnte, mit Gustaf Gründgens zunächst als Vizepräsident, später dann auch als Präsident. Von 1971 bis 1981 wirkte Heinz Winfried Sabais als Präsident des Deutschen Bühnenvereins, gefolgt von Walter Wallmann.
1990 vereinigte sich der DBV unter der Leitung des Münchner Generalintendanten August Everding mit dem Deutschen Bühnenbund, der Organisation der Intendanten in der DDR, ein Jahr später gründete sich die Performing Arts Employers Associations League Europe (PEARLE*) in Amsterdam.
Mit der Schaffung des Normalvertrags Bühne im Jahr 2003 haben sich die Künstlergewerkschaften und der DBV auf einen einheitlichen Tarifvertrag für künstlerische Angestellte im Theaterbereich geeinigt, der eine Vielzahl bis dahin gültiger Tarifregelungen ersetzte. Der Bühnenverein fordert darüber hinaus auch einen einheitlichen Tarifvertrag für nichtkünstlerische Angestellte.
Auf der Jahreshauptversammlung des Bühnenvereins 2013 in Kiel wurde beschlossen, die „aus der Tradition der kurfürstlichen und königlichen Theater sowie der später gegründeten Stadttheater entstandene deutsche Theater- und Orchesterlandschaft“ für die Liste des immateriellen Weltkulturerbes vorzuschlagen. Dabei soll die künstlerische Vielfalt im Vordergrund stehen, die auch international hohe Anerkennung erfährt.
Erste Frau an der Spitze des Bühnenvereins wurde auf der Jahreshauptversammlung 2015 die Hamburger Kultursenatorin Barbara Kisseler. Sie übte das Amt von Mai 2015 bis zu ihrem Tod am 7. Oktober 2016 aus.
Im Mai 2018 beteiligte sich der Verein an der Einrichtung der Themis-Vertrauensstelle gegen sexuelle Belästigung und Gewalt.

## Publikation:Bühne und Welt
Bühne und Welt. Zeitschrift für Theaterwesen, Literatur und Musik erschien als amtliches Blatt des Deutschen Bühnenvereins von 1898 bis 1916. Es wurde von Heinrich Stümcke geleitet und im Verlag Otto Elsner herausgegeben.
- 1.1898 Digitalisat
- 2.1899–18.1916 Digitalisate